# Ramakien

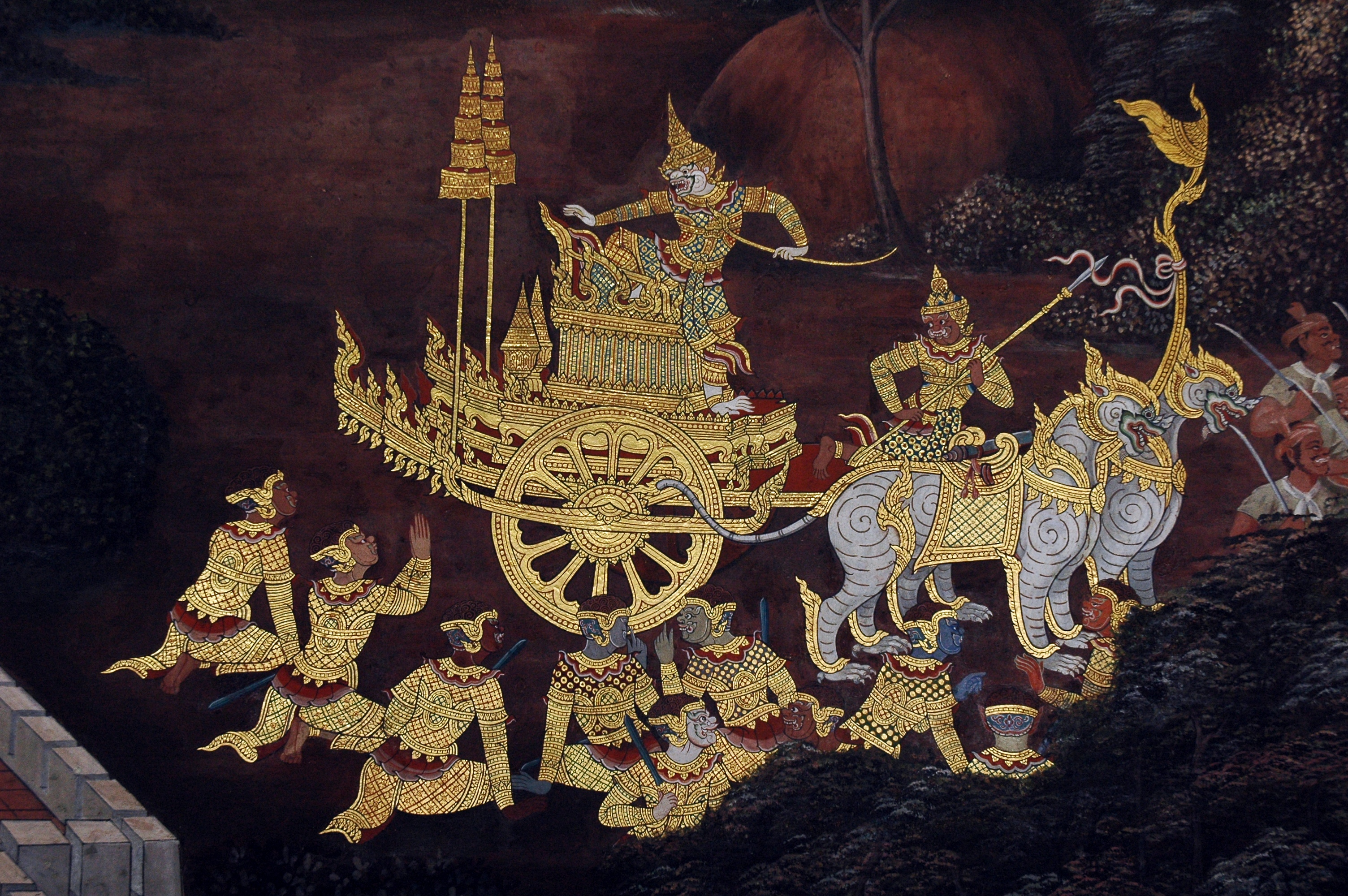
Scena z Ramakien w bangockiej świątyni Wat Phra Kaew.

Ramakien (taj. รามเกียรติ์) – tajski epos narodowy, oparty na indyjskiej Ramajanie. 
Wiele starszych tekstów zostało zniszczonych w czasie zniszczenia Ayutthayi przez Birmańczyków w roku 1767. Obecnie istnieją trzy wersje, najstarsza spisana na zlecenie króla Ramy I, następna za czasów jego syna Ramy II. Opowieści z tego utworu są kanwą tradycyjnych tajskich przedstawień teatralnych. Mimo że zasadnicza treść utworu nie różni się zbytnio od wersji sanskryckiej, to niektóre z przedstawionych realiów są typowo tajskie. Odpowiednikiem demona Rawany jest Tosakan.